# نادي بايام طهران
نادي بايام طهران لكرة القدم (بالفارسية: باشگاه فوتبال پیام تهران)، هي نادي رياضي لكرة القدم في العاصمة الإيرانية طهران، تأسست سنة 1936.